# 桔梗野
桔梗野（ききょうの）は、青森県弘前市にある地名。郵便番号は036-8227。

## 地理
土淵川の西沿い、青森県道130号桔梗野富田線北側、新寺町・青森県立弘前高等学校の裏手にある町。北は新寺町、東は寒沢町、県道をはさんで南は清富町・旭ケ丘・緑ケ丘、西は樹木に接する。

## 歴史

### 沿革
- 1967年（昭和42年） 富田、新寺町の一部から分離。桔梗野一～五丁目になる。

### 地名の由来
かつての富田の小字名「桔梗野」から。

## 世帯数と人口
2017年（平成29年）6月1日現在の世帯数と人口は以下の通りである。
| 丁目         | 世帯数    | 人口    |
| ------------ | --------- | ------- |
| 桔梗野一丁目 | 288世帯   | 554人   |
| 桔梗野二丁目 | 358世帯   | 648人   |
| 桔梗野三丁目 | 298世帯   | 573人   |
| 桔梗野四丁目 | 156世帯   | 332人   |
| 桔梗野五丁目 | 230世帯   | 437人   |
| 計           | 1,330世帯 | 2,544人 |

## 施設

### 教育
- 桔梗野保育所
- 弘前市立桔梗野小学校
- 弘前大学国際交流会館

### 医療
- あおば歯科医院
- 盛歯科クリニック
- 楽清会さがらクリニック
- 桔梗野こどもおとなクリニック

### 金融
- 東奥信用金庫桔梗野支店

### 商業
- 株式会社佐藤長 本社事務所 (旧:スーパー佐藤長 桔梗野店（有限会社ヱスヱス商事 スーパー佐藤長桔梗野店）)
- Uマート弘前桔梗野店
- トヨタカローラ青森
- (有)金澤材木店
- ASA弘前支部
- 竹浪建設設計
- ひろさき商品開発

### 工業
- (株)佐々木義肢製作所弘前支店

### 教会
- 天理教津軽城分教会

### 公共
- 弘前郵便局弘前桔梗野郵便局
- 桔梗野温泉
- 桔梗野会館
- 土淵川第一緑地
- 土淵川第二緑地

## 過去に存在した施設
- スーパー佐藤長 桔梗野店（有限会社ヱスヱス商事 スーパー佐藤長桔梗野店）（樹木店に移転）

## 小・中学校の学区
市立小・中学校に通う場合、学区は以下の通りとなる。
| 大字         | 番地 | 小学校               | 中学校             |
| ------------ | ---- | -------------------- | ------------------ |
| 桔梗野一丁目 | 全域 | 弘前市立桔梗野小学校 | 弘前市立第四中学校 |
| 桔梗野二丁目 | 全域 | 弘前市立桔梗野小学校 | 弘前市立第四中学校 |
| 桔梗野三丁目 | 全域 | 弘前市立桔梗野小学校 | 弘前市立第四中学校 |
| 桔梗野四丁目 | 全域 | 弘前市立桔梗野小学校 | 弘前市立第四中学校 |
| 桔梗野五丁目 | 全域 | 弘前市立桔梗野小学校 | 弘前市立第四中学校 |

## 交通
- 弘南バス

緑ヶ丘、桔梗野、桔梗野十文字（弘前駅 - 金属団地・桜ヶ丘線、他）停留所。

## 物産
- 下川原焼き土人形